# Lürschau
Lürschau (tiếng Đan Mạch: Lyrskov) là một đô thị thuộc huyện Schleswig-Flensburg, trong bang Schleswig-Holstein, nước Đức. Đô thị Lürschau có diện tích 16,51 km², dân số thời điểm 31 tháng 12 năm 2006 là 1130 người.